# Actophilornis
Az Actophilornis (Jacanidae) a madarak osztályának lilealakúak (Charadriiformes) rendjébe és a levéljárófélék (Jacanidae) családjába tartozó nem.

## Rendszerezés
A nembe az alábbi 2 faj tartozik:
- afrikai levéljáró (Actophilornis africana)
- madagaszkári levéljáró (Actophilornis albinucha)